# フランス革命の省察

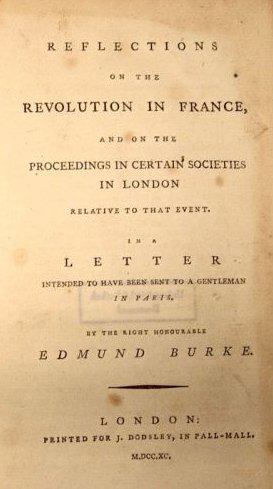
『フランス革命の省察』初版の表紙。原題はReflections on the Revolution in France, And on the Proceedings in Certain Societies in London Relative to that Event. In a Letter Intended to Have Been Sent to a Gentleman in Paris. By the Right Honourable Edmund Burke。

『フランス革命の省察』（フランスかくめいのせいさつ/しょうさつ、英語: Reflections on the Revolution in France）は、エドマンド・バークの著作で、フランス革命への批判がなされている。1790年11月1日出版。保守主義の聖典、反革命の福音書とされる。

## 沿革
1789年11月、バークはメス県知事の息子で、パリの高等法院に籍を持つフランス人青年シャルル＝ジャン＝フランソワ・デュポンから手紙を受け取る。革命側の国民議会の支持者となっていたデュポンは、かつて父と共にバークを訪ねたことがあり、それ以来バークを自由の闘士として尊敬していた。そのため、自由の名に値するフランス革命と新しい祖国のため働いていることに対して手紙を求めたのである。これに対してバークがしたためた長文の手紙が、のちの『フランス革命の省察』（以下『省察』）の骨子となる。
1790年1月にバークが第2の返信をしたためている時、ユニテリアン牧師リチャード・プライスのロンドンの革命協会（ここでの「革命」はほぼ100年前の「名誉革命」を指す）における説教『祖国愛について』を読み憤激し、同年11月の『省察』の出版に至る。
この経緯は本書の副題『 - その事件（フランス革命）に関するロンドンのある協会の行為について。パリの紳士に送ろうと意図した手紙において』(and on the Proceedings in Certain Societies in London Relative to that Event. In a letter intended to have been sent to a gentleman in Paris.) に現れている。

## 概略
上述した誕生の経緯から、『省察』は私的書簡という形式で書かれており、冒頭において「名誉革命」の本質を明らかにしつつ、プライスへの攻撃がなされている。ここでバークはプライスの「名誉革命において、民衆は統治者を選ぶ権利を手にした」という主張に対し、権利章典を引きつつ名誉革命においてイギリスは世襲的王位継承を選択したと主張し、「フランスにおける革命」（フランス革命は現在では the French Revolution である。なおバークが本書で大文字で "Revolution" と書くとき、常に名誉革命を指している）との違いを強調している。残りの大部分はフランス革命への批判、そして革命が今後どのような経過を辿るかの予測である。
『省察』には、「時効の憲法」などバーク哲学の主要概念が述べられており、文明社会・法の支配・伝統・慣習・相続・世襲制度・偏見、教会などの中間組織、私有財産権の擁護が主張されており、それらを破壊するフランス革命への非難がなされている。また理性主義・平等主義・民主主義などへの反駁もなされている。
後半では革命が今後たどるであろう経緯を予測しており、終わりの部分では、「最終的落着を見る前にフランスは火と血によって浄化されるべき転生を通り抜けなければならない」と述べられている。
トマス・ペインは、この本に反駁する形で『人間の権利』(Rights of Man) を著した。

## 日本語訳
- 『フランス革命論』鍋島能正訳、理想社、1967年。他に同じ訳者でバーク『崇高と美の起原』
- 『フランス革命の省察 新装版』半澤孝麿訳、みすず書房、1997年10月。ISBN 462204918X。
元版は『エドマンド・バーク著作集 3 フランス革命の省察』 1978年。単行版1989年
- 『フランス革命についての省察 上』中野好之訳、岩波書店〈岩波文庫〉、2000年7月。ISBN 400-3402510。
- 『フランス革命についての省察 下』中野好之訳、岩波書店〈岩波文庫〉、2000年8月。ISBN 4003402529。
- 『フランス革命についての省察 ほか I』水田洋・水田珠枝訳、中央公論新社〈中公クラシックス〉、2002年12月。ISBN 978-4121600448。
- 『フランス革命についての省察 ほか II』水田洋・水田珠枝訳、中央公論新社〈中公クラシックス〉、2003年1月。ISBN 978-4121600462。
第II巻に「自然社会の擁護」を併収。元版は『世界の名著34 バーク』 中央公論社、1969年。
なお旧版は『世界大思想全集 社会・宗教・科学思想篇11』河出書房、1957年。
- 『【新訳】フランス革命の省察　「保守主義の父」かく語りき』佐藤健志編訳、PHP研究所、2011年2月。ISBN 978-4569774534。PHP文庫、2020年12月。ISBN 978-4569900940。
書簡体での原書を要約し、バークの主張を読みやすくしたダイジェスト編訳版。文庫版解説は中野剛志。電子書籍・Kindle版あり
- 『フランス革命についての省察』 二木麻里訳、光文社古典新訳文庫、2020年8月。ISBN 978-4334754303。電子書籍・Kindle版あり